# Катерина Замойська
Катажина Замойська (іноді Катерина Замойська, бл 1722 - 13 січня 1771) - польська княжна герба Єліта, донька Міхала Здзіслава Замойського та княгині Єльжбети-Барбари Вишневецької, доньки князя Михайла-Сервація Вишневецького. Була однією з найвпливовіших дам свого часу. Вийшла заміж за Яна Кароля Мнішека, генерала коронних військ Речі Посполитої.

## Життєпис
Була онукою останнього з князів Вишневецьких – князя Михайла-Сервація Вишневецького – одного з найбільших землевласників у Європі та найбільшого землевласника в Україні, що отримав булаву великого гетьмана литовського та займав посаду великого канцлера литовського. Петро I пропонував йому корону Польщі. Після його смерті величезні маєтності були розподілені між нащадками. Вишнівець і 13 «ключів» дісталися Катажині Замойській, онучці покійного князя, дружині підкоморія Великого Князівства Литовського. 
Шлюб було укладено 1741 року. Дружина привнесла, як посаг, Вишнівець та прилеглі маєтності. Власниця Лопатина, Любешева, дідичка Ожигівців.
Після весілля вони проживали у Вишнівці. Чотири покоління Мнішеків прожили у Вишнівці й продовжували традицію князя Михайла-Серватія Вишневецького: розбудовували палацовий комплекс і збільшили його колекцію. 
Діти:
- Ельжбета — дружина Яна Домбського
- Людвіка — дружина Анджея Казімежа Сулковського
- Юзеф Ян
- Міхал Єжи
- Станіслав Єжи — ротмістр панцерний, хорунжий великий коронний.

Померла 1771 року, похована у Варшавському костелі Капуцинів при вулиці Медовій.